# Nevia Fotak
Nevia Fotak (* 2. Oktober 2008) ist eine kroatische Leichtathletin, die im Sprint sowie im Weitsprung an den Start geht.

## Sportliche Laufbahn
Erste internationale Erfahrungen sammelte Nevia Fotak im Jahr 2025, als sie bei den U20-Balkan-Meisterschaften in Craiova mit 5,77 m den achten Platz im Weitsprung belegte und mit der kroatischen 4-mal-100-Meter-Staffel in 45,99 s die Goldmedaille gewann.
2025 wurde Fotak kroatische Meisterin in der Distanzstaffel sowie in der Mixed-Staffel über 4-mal 100 Meter.

## Persönliche Bestleistungen
- Weitsprung: 6,08 m (+0,5 m/s), 4. Juni 2023 in Karlovac